# Svetlana Boiko
Svetlana Anatólievna Boiko –en ruso, Светлана Анатольевна Бойко– (Rostov del Don, 13 de abril de 1972) es una deportista rusa que compitió en esgrima, especialista en la modalidad de florete.
Participó en cuatro Juegos Olímpicos de Verano, entre los años 1996 y 2008, obteniendo una medalla de oro en Pekín 2008, en la prueba por equipos (junto con Yevgueniya Lamonova, Viktoriya Nikishina y Aida Shanayeva), el quinto lugar en Sídney 2000 y el sexto en Atlanta 1996, también en el torneo por equipos.
Ganó 7 medallas en el Campeonato Mundial de Esgrima entre los años 1998 y 2006, y 13 medallas en el Campeonato Europeo de Esgrima entre los años 1998 y 2008.

## Palmarés internacional
| Juegos Olímpicos   | Juegos Olímpicos          | Juegos Olímpicos  | Juegos Olímpicos    |
| Año                | Lugar                     | Medalla           | Prueba              |
| ------------------ | ------------------------- | ----------------- | ------------------- |
| 2008               | Pekín (China)             | Medalla de oro    | Florete por equipos |
| Campeonato Mundial |                           |                   |                     |
| Año                | Lugar                     | Medalla           | Prueba              |
| 1998               | La Chaux-de-Fonds (Suiza) | Medalla de plata  | Florete individual  |
| 1999               | Seúl (Corea del Sur)      | Medalla de bronce | Florete individual  |
| 2001               | Nimes (Francia)           | Medalla de plata  | Florete por equipos |
| 2002               | Lisboa (Portugal)         | Medalla de oro    | Florete individual  |
| 2002               | Lisboa (Portugal)         | Medalla de oro    | Florete por equipos |
| 2003               | La Habana (Cuba)          | Medalla de plata  | Florete por equipos |
| 2006               | Turín (Italia)            | Medalla de oro    | Florete por equipos |
| Campeonato Europeo |                           |                   |                     |
| Año                | Lugar                     | Medalla           | Prueba              |
| 1998               | Plovdiv (Bulgaria)        | Medalla de oro    | Florete por equipos |
| 2000               | Funchal (Portugal)        | Medalla de oro    | Florete por equipos |
| 2002               | Moscú (Rusia)             | Medalla de bronce | Florete individual  |
| 2002               | Moscú (Rusia)             | Medalla de bronce | Florete por equipos |
| 2003               | Bourges (Francia)         | Medalla de bronce | Florete individual  |
| 2003               | Bourges (Francia)         | Medalla de bronce | Florete por equipos |
| 2004               | Copenhague (Dinamarca)    | Medalla de plata  | Florete individual  |
| 2004               | Copenhague (Dinamarca)    | Medalla de plata  | Florete por equipos |
| 2005               | Zalaegerszeg (Hungría)    | Medalla de plata  | Florete individual  |
| 2005               | Zalaegerszeg (Hungría)    | Medalla de plata  | Florete por equipos |
| 2006               | Esmirna (Turquía)         | Medalla de oro    | Florete por equipos |
| 2007               | Gante (Bélgica)           | Medalla de plata  | Florete por equipos |
| 2008               | Kiev (Ucrania)            | Medalla de oro    | Florete por equipos |